# Травяная улица (Санкт-Петербург)
Травяна́я улица — улица в Красногвардейском районе Санкт-Петербурга. Начинается от Челябинской улицы и заканчивается тупиком в направлении Горелого ручья.

## История
Улица получила название в 1940-е годы.

## Транспорт
Ближайшая к Травяной улице станция метро — «Ладожская» 4-й (Правобережной) линии.

## Пересечения
- Челябинская улица